# Алишах, Омид
Омид Алишах (перс. امید عالیشاه‎, 10 января 1992, Сари) — иранский футболист, полузащитник клуба «Персеполис». Выступал за сборную Ирана.

## Клубная карьера
Омид Алишах начинал профессиональную карьеру футболиста в клубе «Нассаджи Мазандаран» в возрасте 17 лет. 7 января 2010 он дебютировал за него в матче против команды «Ширин Фараз», будучи включённым в стартовый состав главным тренером Надером Дастнешаном.
В сезоне 2010/11 Алишах присоединился к новичку иранской Про-лиги «Нафт Тегерану». Но он не смог закрепиться в основном составе клуба и играл за его молодёжную команду.
В 2011 году Алишах перешёл в тегеранский «Рах Ахан», который тогда возглавлял Али Даеи. Даеи переместил его на более атакующую позицию, используя в качестве правого нападающего или второго нападающего вместо позиции правого защитника, на которой его использовали предыдущие тренеры. Алишах в новой роли сумел быстро закрепиться в основном составе, забив пять голов в своих первых девяти играх. Вторую половину сезона он провёл менее удачно, в основном из-за травмы крестообразной связки в матче против «Дамаша Гиляна» в марте 2012 года, которая выбила его из обоймы команды до декабря того же года.
11 июня 2013 года Омид Алишах подписал двухлетний контракт с «Персеполисом». Он дебютировал за новую команду 16 августа того же года, в матче с «Малаваном», в котором также забил победный гол. 6 апреля 2014 года Алишах отметился вторым мячом за «Персеполис» в ничейной игре (2:2) со своей бывшей командой «Рах Аханом». 23 ноября того же года он забил победный гол в тегеранском дерби с «Эстеглялем», на 78-й минуте. Спустя секунды после этого Алишах был удалён с поля за вторую жёлтую карточку.
Перед началом сезона 2015/2016 Алишах был выбран третьим капитаном «Персеполиса».
Зимой 2017 года, Алишах подписал двухлетний контракт с клубом «Трактор Сази», чтобы таким образом отбыть свою воинскую повинность. Перед стартом сезона 2018/2019 он вернулся в «Персеполис».

## Карьера в сборной
Алишах сыграл в трёх из четырёх матчей юношеской сборной Ирана на чемпионате мира 2009 года.
Алишах был также включён в состав юношеской сборной на неудачном для Ирана чемпионате Азии 2010 года. Неожиданностью стало, то что бывший тренер Алишаха Али Дустимехр не задействовал его в достаточной мере.
Он также вызывался в молодёжную команду Ирана тренером Алирезой Мансуряном. Алишах дебютировал за неё в поединке против Катара, в котором также забил гол.
3 сентября 2015 года Омид Алишах дебютировал за основную сборную Ирана в матче с Гуамом, проходившем в рамках отборочного турнира чемпионата мира 2018.

## Статистика

### Клубная
|                       |                  |                  | Лига  | Лига | Кубок | Кубок | Азия  | Азия | Всего | Всего |
| Клуб                  | Лига             | Сезон            | Матчи | Голы | Матчи | Голы  | Матчи | Голы | Матчи | Голы  |
| --------------------- | ---------------- | ---------------- | ----- | ---- | ----- | ----- | ----- | ---- | ----- | ----- |
| Нассаджи Мазандаран   | Дивизион 1       | 2009/10          | 10    | 1    | 0     | 0     | -     | -    | 10    | 1     |
| Нафт Тегеран          | Про-лига         | 2010/11          | 0     | 0    | 0     | 0     | -     | -    | 0     | 0     |
| Рах Ахан              | Про-лига         | 2011/12          | 23    | 9    | 0     | 0     | -     | -    | 23    | 9     |
| Рах Ахан              | Про-лига         | 2012/13          | 16    | 0    | 0     | 0     | -     | -    | 16    | 0     |
| Персеполис            | Про-лига         | 2013/14          | 17    | 2    | 3     | 1     | -     | -    | 20    | 3     |
| Персеполис            | Про-лига         | 2014/15          | 26    | 4    | 3     | 1     | 8     | 0    | 37    | 5     |
| Персеполис            | Про-лига         | 2015/16          | 14    | 3    | 2     | 0     | -     | -    | 16    | 3     |
| Персеполис            | Про-лига         | 2016/17          | 6     | 1    | 0     | 0     | 0     | 0    | 6     | 1     |
| Трактор Сази (аренда) | Про-лига         | 2017/18          | 6     | 2    | 0     | 0     | 0     | 0    | 6     | 2     |
| Персеполис            | Про-лига         | 2018/19          | 9     | 0    | 0     | 0     | 4     | 0    | 13    | 0     |
| Всего за карьеру      | Всего за карьеру | Всего за карьеру | 121   | 21   | 8     | 2     | 12    | 0    | 147   | 24    |

## Достижения
«Персеполи»
- Чемпион Ирана (4): 2016/17, 2018/19, 2019/20,  2020/21
- Обладатель Кубка Хазфи: 2018/19
- Обладатель Суперкубка Ирана (3): 2018, 2019, 2020
- Финалист Лиги чемпионов АФК (2): 2018, 2020

«Трактор Сази»
- Финалист Кубка Ирана: 2016/17

### Индивидуальные
- Команда года Про-лиги (1): 2015/16